# Рига Мастерс
Ри́га Ма́стерс (англ. Riga Masters или Riga Open) — профессиональный рейтинговый снукерный турнир.
Начал проводиться с сезона 2014/15, как часть низкорейтинговых турниров Players Tour Championship. С сезона 2016/17 получил статус рейтингового турнира. Проходит традиционно на «Арене Рига» в столице Латвии. Действующим победителем является китаец Янь Бинтао.

## Призовой фонд
Призовой фонд для дебютного первого розыгрыша Рига Мастерс составил в общем 125 000 евро. Победитель, Марк Селби, получил 25 000 евро.
С 2016 года спонсором турнира стала Лаборатория Касперского. Призовой фонд с 2018 года увеличился, в 2019 году он составил 278 000 фунтов стерлингов, из которых победитель получил 50 000.
| Достижение                        | Призовые  |
| --------------------------------- | --------- |
| Победитель                        | £ 50,000  |
| Финалист                          | £ 25,000  |
| Полуфиналисты                     | £ 15,000  |
| Четвертьфиналисты                 | £ 6,000   |
| 1/8 финала                        | £ 4,000   |
| 1/16 финала                       | £ 3,000   |
| Второй раунд (квалификация)       | £ 2,000   |
| Первый раунд (квалификация)       | £ 0       |
| Наивысший брэйк в основной стадии | £ 2,000   |
| Наивысший брэйк в квалификации    | £ 200     |
| Призовой фонд                     | £ 278,000 |

Призовые за Максимальный брейк 147 — £ 10,000

## Рейтинговые очки
| Раунд | R144 | R128 | R96 | R80 | R64   | R48 | 1/16  | 1/8   | 1/4   | 1/2    | Финалист | Победитель |
| ----- | ---- | ---- | --- | --- | ----- | --- | ----- | ----- | ----- | ------ | -------- | ---------- |
| Очки  | -    | 0    | -   | -   | 2,000 | -   | 3,000 | 4,000 | 6,000 | 15,000 | 25,000   | 50,000     |

## Формат
- Основная сетка — 128 игроков + 16 любителей
- Первый раунд (квалификация)-1/4 финала — матчи до 4 побед
- 1/2 финала — матчи до 5 побед
- Финал — матч до 5 побед

## Победители
| Год                          | Победитель    | Счёт | Финалист       | Сезон   |
| Riga Open (низкорейтинговый) |               |      |                |         |
| ---------------------------- | ------------- | ---- | -------------- | ------- |
| 2014                         | Марк Селби    | 4:3  | Марк Аллен     | 2014/15 |
| 2015                         | Барри Хокинс  | 4:1  | Том Форд       | 2015/16 |
| Riga Masters (рейтинговый)   |               |      |                |         |
| 2016                         | Нил Робертсон | 5:2  | Майкл Холт     | 2016/17 |
| 2017                         | Райан Дэй     | 5:2  | Стивен Магуайр | 2017/18 |
| 2018                         | Нил Робертсон | 5:2  | Джек Лисовски  | 2018/19 |
| 2019                         | Янь Бинтао    | 5:2  | Марк Джойс     | 2019/20 |

### Финалисты турнира
| Игрок          | П | Ф | КФ | ВТ         | Финалы |
| -------------- | - | - | -- | ---------- | ------ |
| Нил Робертсон  | 2 | 0 | 2  | 2016, 2018 | —      |
| Райан Дэй      | 1 | 0 | 1  | 2017       | —      |
| Барри Хокинс   | 1 | 0 | 1  | 2015       | —      |
| Марк Селби     | 1 | 0 | 1  | 2014       | —      |
| Янь Бинтао     | 1 | 0 | 1  | 2019       | —      |
| Джек Лисовски  | 0 | 1 | 1  | —          | 2018   |
| Стивен Магуайр | 0 | 1 | 1  | —          | 2017   |
| Майкл Холт     | 0 | 1 | 1  | —          | 2016   |
| Том Форд       | 0 | 1 | 1  | —          | 2015   |
| Марк Аллен     | 0 | 1 | 1  | —          | 2014   |
| Марк Джойс     | 0 | 1 | 1  | —          | 2019   |

#### Победители турнира по странам
| Страна    | КП | ОКП | Первый титул | Последний титул |
| --------- | -- | --- | ------------ | --------------- |
| Англия    | 2  | 2   | 2014         | 2015            |
| Австралия | 2  | 2   | 2016         | 2018            |
| Уэльс     | 1  | 1   | 2017         | 2017            |
| Китай     | 1  | 1   | 2019         | 2019            |

## Рекорды турнира

### Общие результаты розыгрышей
| Год  | Победитель    | ЛСС                                          | АНС                                                 |
| ---- | ------------- | -------------------------------------------- | --------------------------------------------------- |
| 2014 | Марк Селби    | Марко Фу (4), Марк Селби (4)                 | Марко Фу (142)                                      |
| 2015 | Барри Хокинс  | Грэм Дотт (3) Джадд Трамп (3)                | Рики Уолден (142)                                   |
| 2016 | Нил Робертсон | Нил Робертсон (4)                            | Мартин О’Доннелл (138)                              |
| 2017 | Райан Дэй     | Стивен Магуайр (3)                           | Эндрю Хиггинсон (140)                               |
| 2018 | Нил Робертсон | Нил Робертсон (6, 8 — с учётом квалификации) | Лян Вэньбо (140), Майкл Уайт (140 — в квалификации) |
| 2019 | Янь Бинтао    | Марк Джойс (4)                               | Джек Лисовски (145)                                 |

### Достижения игроков

#### Все розыгрыши
Наибольшее количество выигранных титулов
2,  Нил Робертсон (2016, 2018)
Наибольшее количество финалов
2,  Нил Робертсон (2016, 2018)
Наибольшее количество полуфиналов
2,  Барри Хокинс (2014, 2015);  Марк Уильямс (2016, 2017),  Нил Робертсон (2016, 2018)
Наибольшее количество четвертьфиналов
3,  Энтони Макгилл (2014, 2016, 2017).
Наибольшее количество выходов в 1/8 финала
4 (все розыгрыши),  Марк Уильямс.
Наибольшее количество выходов в 1/16 финала
5 (все розыгрыши),  Марк Уильямс.